# دارلينغ إن ذا فرانكس
دارلينغ إن ذا فرانكس (باليابانية:  Dārin In Za Furankisu) (بالإنجليزية: Darling in the Franxx)‏ هو مسلسل أنمي تلفزيوني، من إنتاج استوديو أيه-ون بكتشرز و استوديو كلوفر وركس واستوديو تريغر، عرض الأنمي في 13 يناير عام 2018 واستمر عرضه حتى 7 يوليو عام 2018، وتكون من 24 حلقة.

## القصة
تدور أحداث القصة في المستقبل، حيث تم تدمير الأرض من قبل مخلوقات عملاقة، ومن أجل أنقاذ البشرية، تم أنشاء مدينة مغلقة، وفي المدينة يربى الأطفال دون أي معرفة بالعالم الخارجي.

## الشخصيات
هيرو/ كود:016 (باليابانية: ヒロ، بالروماجي: Hiro)
مؤدي الصوت: يوتو أويمورا
آمي كوشيميزو (أيام الطفولة)
زيرو تو/كود:002  (باليابانية: ゼロツー، بالروماجي: Zero Tsū)
مؤدية الصوت: هاروكا توماتسو
غورو/كود:056 (باليابانية: ゴロー، بالروماجي: Gorō)
مؤدي الصوت: يويتشيرو أوميهارا(الحلقة 1-22)
دايكي هامانو (الحلقة 23-24)
ناتسومي فوجيوارا (أيام الطفولة)
إيتشيغو/كود:015 (باليابانية: イチゴ، بالروماجي: Ichigo)
مؤدية الصوت: كانا إيتشينوسي
زورومي/كود:666 (باليابانية: ゾロメ، بالروماجي: Zorome)
مؤدية الصوت: موتسومي تامورا
ميكو/كود:390 (باليابانية: ミク، بالروماجي: Miku)
مؤدية الصوت: نانامي ياماشيتا
ميتسورو/كود:326 (باليابانية: ミツル، بالروماجي: Mitsuru)
مؤدي الصوت: آوي إيتشيكاوا
ساوري هايامي (أيام الطفولة)
كوكورو/كود:556 (باليابانية: ココロ، بالروماجي: Kokoro)
مؤدية الصوت: ساوري هايامي
فوتوشي/كود:214 (باليابانية: フトシ، بالروماجي: Futoshi)
مؤدي الصوت: هيروكي قوتو
إيكونو/كود:196 (باليابانية: イクノ، بالروماجي: Ikuno)
مؤدية الصوت: شيزوكا إيشيغامي

## وصلات خارجية
- الموقع الرسمي (باليابانية)
- دارلينغ إن ذا فرانكس عند كرانشي رول
- Darling in the FranXX webpage

- دارلينغ إن ذا فرانكس على موقع IMDb (الإنجليزية)
- دارلينغ إن ذا فرانكس على موقع فيلمافينيتي (الإسبانية)
- دارلينغ إن ذا فرانكس على موقع قاعدة بيانات الفيلم (الإنجليزية)
- دارلينغ إن ذا فرانكس على موقع ANN anime (الإنجليزية)